# Turritella fastigiata
Turritella fastigiata là một loài ốc biển, là động vật thân mềm chân bụng sống ở biển thuộc họ Turritellidae.